# 立山城
立山城（たちやまじょう）は、千葉市緑区大木戸町にあった日本の城。

## 歴史
立山城は、大椎城の西方に村田川を挟んで南北に連なる城である。「隠居城」と呼ばれており、村田川が天然の外堀のように城址の北側から東側を通って西側に迂回している。
「立山」は「館山」に通じることから、「やかたの山」、つまり中世に武士団の館跡があったところの「館城」と考えられる。
城址には、「狐塚」などの円墳が多く存在し、その周辺から平安時代や鎌倉時代の陶器の破片が発見されている。

## 構造
規模は200m×250mほどで、比高35mほどの台地上に郭や空堀の跡が認められる。

## アクセス
- JR外房線・土気駅から土気緑の森工業団地行き千葉中央バス 大木戸第2入口下車